# Helen Jerome Eddy
Helen Jerome Eddy (25 de fevereiro de 1897 – 27 de janeiro de 1990) foi uma atriz de cinema da cidade de Nova Iorque. Ela foi conhecida como uma atriz que interpretou heroínas gentis em filmes como Rebecca of Sunnybrook Farm (1917).

## Primeiros anos
Eddy nasceu na cidade de Nova Iorque em 25 de fevereiro de 1897, e foi criada em Los Angeles. Quando jovem, atuou em produções do Pasadena Playhouse. Ela se interessou por filmes através do estúdio de Siegmund Lubin, que ficava na Filadélfia, Pensilvânia. Em sua juventude, eles abriram um backlot em seu bairro de Los Angeles.

## Carreira

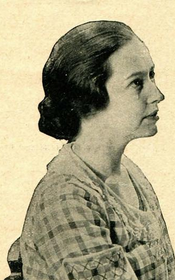
The Flirt (1923)

O estúdio de Lubin rejeitou um cenário que Eddy escreveu aos 17 anos, "mas decidiu capitalizar em seu rosto", usando-a em papéis de vamp em "melodramas sinistros".
O primeiro filme de Eddy foi The Discontented Man (1915). Logo depois, ela deixou Lubin e ingressou na Paramount Pictures. Nessa época, ela começou a desempenhar os papéis pelos quais é mais lembrada. Outros filmes em que a atriz participou incluem The March Hare (1921), The Dark Angel, Camille, Quality Street, The Divine Lady (1929) e o primeiro Our Gang falado Small Talk (1929).
Ela fez Girls Demand Excitement em 1931 e The Secret Life of Walter Mitty, seu último filme, em 1947.
Eddy gostava de interpretar personagens variadas e disse: "Mulheres italianas, francesas, turcas, meninas do Bowery, empregadas de cozinha - estão todas no trabalho do dia".
A insatisfação com seu salário levou Eddy a se aposentar da carreira cinematográfica.

## Anos posteriores e morte
Depois de se aposentar do cinema, Eddy trabalhou no setor imobiliário em Pasadena. Ela atuou em algumas produções locais, inclusive interpretando personagens religiosas em peças no Pilgrimage Theatre em Hollywood Hills.
Eddy morreu de insuficiência cardíaca em 27 de janeiro de 1990, na Episcopal Home em Alhambra, Califórnia, aos 92 anos.

## Filmografia parcial
- The Gentleman from Indiana (1915)
- Madame la Presidente (1916)
- The Tongues of Men (1916)
- The Code of Marcia Gray (1916)
- Pasquale (1916)
- Her Father's Son (1916)
- Redeeming Love (1916)
- His Sweetheart (1917)
- The Wax Model (1917)
- As Men Love (1917)
- The Marcellini Millions (1917)
- The Cook of Canyon Camp (1917)
- Lost in Transit (1917)
- Rebecca of Sunnybrook Farm (1917)
- The Fair Barbarian (1917)
- Jules of the Strong Heart (1918)
- The Spirit of '17 (1918)
- One More American (1918)
- Winner Takes All (1918)
- Old Wives for New (1918)
- Breakers Ahead (1918)
- The Trembling Hour (1919)
- The Turn in the Road (1919)
- The Boomerang (1919)
- The Man Beneath (1919)
- A Very Good Young Man (1919)
- The Tong Man (1919)
- Pollyanna (1920)
- The County Fair (1920)
- A City Sparrow (1920)
- A Light Woman (1920)
- Miss Hobbs (1920)
- The House of Toys (1920)
- The Forbidden Thing (1920)
- The Ten Dollar Raise (1921)
- One Man in a Million (1921)
- The First Born (1921)
- The March Hare (1921)
- The Other Woman (1921)
- The Flirt (1922)
- When Love Comes (1922)
- An Old Sweetheart of Mine (1923)
- The Country Kid (1923)
- To the Ladies (1923)
- The Fire Patrol (1924)
- Marry Me (1925)
- The Dark Angel (1925)
- Padlocked (1926)
- Camille (1926)
- Quality Street (1927)
- Two Lovers (1928)
- The Speed Classic (1928)
- Chicago After Midnight (1928)
- Blue Skies (1929)
- Small Talk (1929)
- Railroadin' (1929)
- Midstream (1929)
- War Nurse (1930)
- Reaching for the Moon (1930)
- The Great Meadow (1930)
- Girls Demand Excitement (1931)
- Skippy (1931)
- Sooky (1931)

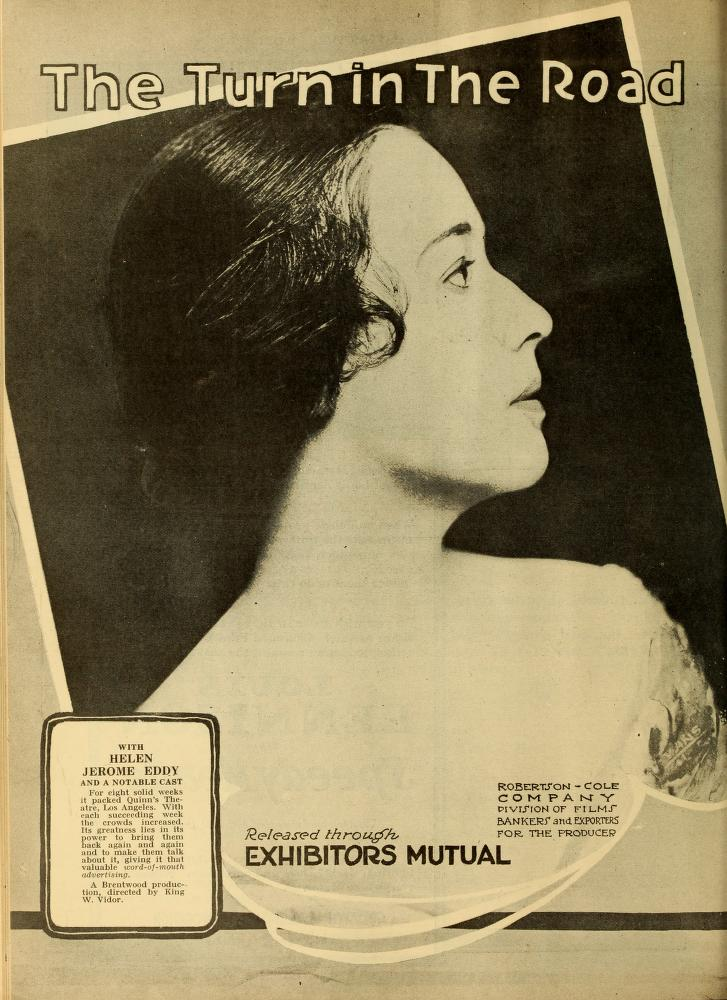
The Turn in The Road (1919)

- Mata Hari (1931) como Irmã Genevieve
- Make Me a Star (1932)
- The Night of June 13 (1932)
- The Impatient Maiden (1932)
- Frisco Jenny (1932)
- Madame Butterfly (1932)
- The Bitter Tea of General Yen (1933)
- Strictly Personal (1933)
- The Masquerader (1933)
- Torch Singer (1933)
- Night Flight (1933) como mãe preocupada
- Riptide (1934)
- Unknown Blonde (1934)
- A Girl of the Limberlost (1934)
- A Shot in the Dark (1935)
- Keeper of the Bees (1935)
- The Country Doctor (1936)
- Winterset (1936)
- Klondike Annie (1936)
- Jim Hanvey, Detective (1937)
- The Strange Case of Dr. Meade (1938)
- Scandal Sheet (1939)
- Strike Up the Band (1940)